# Socadona
"Socadona" é uma canção do cantora brasileira Ludmilla. Conta com participação da cantora estadunidense Mariah Angeliq, do cantor de dancehall jamaicano Mr. Vegas e do produtor musical dominicano Topo La Maskara. A canção foi lançada para download digital e streaming através da Warner Music em 18 de novembro de 2021. Um remix de funk foi lançado em 29 de dezembro de 2021.

## Lançamento e promoção
A divulgação do single começou com uma publicação surpresa de Ludmilla em suas redes sociais anunciando o lançamento da canção e do videoclipe um dia depois do lançamento do single. "Socadona" foi lançada para download digital e streaming em 18 de novembro de 2021.

## Apresentações ao vivo
Ludmilla cantou "Socadona" pela primeira vez em 20 de novembro de 2021 no Altas Horas. Em 19 de março de 2022, Ludmilla performou a canção no Caldeirão com Mion. Em 8 de novembro, Ludmilla performou a canção no Música Boa Ao Vivo.

## Faixas e formatos
| Download digital / streaming |            |         |  |
| N.º                          | Título     | Duração |  |
| 1.                           | "Socadona" | 3:06    |  |

| Download digital / streaming (Remix de funk) |                         |         |  |
| N.º                                          | Título                  | Duração |  |
| 1.                                           | "Socadona" (Funk Remix) | 2:51    |  |

## Prêmios e indicações
| Ano  | Prêmio          | Categoria        | Resultado | Ref.  |
| ---- | --------------- | ---------------- | --------- | ----- |
| 2022 | MTV MIAW Brasil | Hino do Ano      | Indicada  | [ 8 ] |
| 2022 | MTV MIAW Brasil | Coreô Envolvente | Indicada  | [ 8 ] |

## Desempenho comercial

### Tabelas semanais
| Tabela musical (2022)           | Melhor posição |
| ------------------------------- | -------------- |
| Brasil (Billboard Brazil Songs) | 18             |
| Portugal (AFP)                  | 31             |

## Certificações
| Região                                                        | Certificação | Vendas   |
| ------------------------------------------------------------- | ------------ | -------- |
| Brasil (Pro-Música Brasil)                                    | Diamante     | 300.000‡ |
| ‡vendas+valores de streaming baseados somente na certificação |              |          |

## Histórico de lançamento
| Região | Data                   | Formato(s)                 | Versão        | Gravadora(s) | Ref.  |
| ------ | ---------------------- | -------------------------- | ------------- | ------------ | ----- |
| Várias | 18 de novembro de 2021 | Download digital streaming | Original      | Warner       | [ 3 ] |
| Várias | 29 de dezembro de 2021 | Download digital streaming | Remix de funk | Warner       | [ 7 ] |